# Siegfried (opéra)
Pour les articles homonymes, voir Siegfried.
Siegfried est le troisième des quatre drames lyriques qui constituent Der Ring des Nibelungen (L'Anneau du Nibelung ou Tétralogie) de Richard Wagner. La première fut donnée à Bayreuth le 16 août 1876 sous la direction de Hans Richter,.

## Historique

### Inspiration
Dans une lettre à Theodor Uhlig, Wagner raconta l'histoire du Garçon qui partit apprendre ce qu'était la Peur, fondé sur un conte des frères Grimm (Märchen von einem, der auszog, das Fürchten zu lernen, réf. KHM 4 dans l'édition princeps de 1812), histoire d'un garçon si stupide qu'il n'avait jamais appris à avoir peur. Wagner écrivait que ce garçon et Siegfried avaient le même tempérament. Le garçon apprend la peur de sa femme, et Siegfried l'apprendra en voyant Brünnhilde devenue femme (acte III, scène 3).
La capacité de Siegfried à lire dans l'esprit de Mime (acte II) semble dérivée d'une version théâtrale du XIXe siècle de l'histoire de Faust.
Wagner ayant été le disciple de Mikhaïl Bakounine durant l'insurrection de Dresde de 1849, ce dernier aurait pu servir de modèle à Siegfried, comme l'archétype du révolutionnaire, par sa stature.

### Composition
Wagner a élaboré le texte des quatre parties de la Tétralogie à rebours. Siegfried est donc chronologiquement le deuxième livret qu'il a écrit, en 1851 sous sa première forme. Le personnage principal, comme dans le Crépuscule, est encore Siegfried, incarnation de la jeunesse héroïque. Ce n'est que par la suite que Wotan prendra le rôle central de la Tétralogie dans La Walkyrie et dans L'Or du Rhin. La composition, en revanche, a suivi l'ordre de l'histoire.
Wagner commença à travailler à son projet d’opéra sur Siegfried en établissant une étude préliminaire sur les mythes allemands et nordiques qui s’y rapportent. (voir § ‘Inspiration’). Ce premier scénario fut achevé le 4 octobre 1848 ; il contient les lignes principales de tout le cycle du Ring du début à la fin, bien que rien ne montre qu’à ce moment Wagner envisageait autre chose qu’un unique opéra sur la mort de Siegfried. Lorsqu’il établit une copie au propre de ce scénario, le 8 octobre, il l’appela Die Sage von den Nibelungen (La Saga des Nibelungen). Dans ses Œuvres Complètes (Gesammelte Schriften und Dichtungen), le titre en est Der Nibelungen-Mythus als Entwurf zu einem Drama (Le Mythe des Nibelungen comme Projet pour un Drame).
Il utilisa pour ce projet à la fois des textes primaires dans des traductions modernes (bien qu’il eût des notions de vieux norrois et de vieil allemand), et des commentaires s’y rapportant : la Völsunga saga, l’Edda poétique et l’Edda en prose, le Nibelungenlied, la Thidreksaga ; La Mythologie Germanique de Jacob Grimm, la Saga Héroïque Germanique de Wilhelm Grimm.
On dénombre en outre au moins 22 autres sources, parmi lesquelles un certain nombre de textes philosophiques clés ayant rapport avec le symbolisme du Ring. Il arrive que Wagner contredise ces sources-là - ce qui n’a rien de surprenant étant donné que ces sources se contredisent entre elles –, fonde en des ensembles narratifs des histoires disparates, créant des personnages de premier plan à partir de personnages mineurs provenant de diverses sources, etc. Le scénario final est tout autant une re-création singulière des mythes originaux que l’avait été le Nibelungenlied à son époque.
Du fait que La Saga des Nibelungen contenait déjà en détail l’action dramatique de l’opéra qu’il projetait, Wagner négligea d’écrire des ébauches fragmentaires en prose comme il le faisait d’ordinaire. Il écrivit immédiatement un projet complet en prose de l’œuvre nouvelle, qui devait s’appeler Siegfried’s Tod : La Mort de Siegfried – avec apostrophe à l’anglaise d’origine ! L’apostrophe demeure dans tous les textes manuscrits et dans l’impression privée de 1853. Mais elle fut abandonnée dans les Œuvres Complètes de 1871-73.
Le 28 octobre 1848, Wagner donna lecture du projet en prose à Eduard Devrient, célèbre baryton, directeur de théâtre et écrivain. Ce dernier ayant trouvé le sujet assez obscur, Wagner ajouta un prologue en deux scènes qui apportait quelques éléments éclairants. Cette nouvelle version fut presque entièrement écrite en dialogues, la plupart très proches de ce que leur forme finale devait être.
Le 12 novembre, la version révisée de La Mort de Siegfried était achevée, et d’ici le 28 novembre elle était mise en vers, devenant un livret complet pour un opéra en trois actes et un prologue en deux scènes. Vraisemblablement le mois suivant, Wagner prépara la première copie au net (Zweitschrift des Textbuches), mais très vite il procéda à une profonde révision et une seconde copie au net (Drittschrift des Textbuches) fut faite. C’est à ce stade qu’apparut en fin de l’acte II l’épisode connu comme 'La Veille de Hagen' (qui se retrouvera dans l’acte II scène 1 du Crépuscule des Dieux.
Cette Mort de Siegfried en un prologue de deux scènes et 3 actes fut en tout état de cause le projet de ce qui devait devenir l'œuvre finale du ‘’Ring’’, ‘’Le Crépuscule des Dieux’’
Parvenu à ce point, toutefois, Wagner semble avoir commencé à douter qu’il fût sage d’écrire un opéra sur ce sujet obscur. Même en Allemagne, le Nibelungenlied n’était pas très connu, et plusieurs autres des sources utilisées étaient encore plus abstruses. Quelle qu’en soit la raison, le livret de La Mort de Siegfried fut mis de côté, et Wagner porta son attention ailleurs. De décembre 1848 à mars 1850, il écrivit plusieurs essais, et élabora plusieurs scénarios détaillés pour plusieurs autres opéras sur divers sujets historiques : Jésus-Christ, Achille, Frédéric Barberousse, et Wieland le Forgeron. Aucun de ces opéras ne verra le jour, bien qu’il subsiste une esquisse musicale de Jesus de Nazareth.
Durant l’hiver de 1850-51, tandis qu’il travaillait à son essai ‘’Opéra et Drame’’, Wagner s’amusa de l’idée d’écrire un opéra comique sur l’histoire de ‘’Celui qui partit pour apprendre la Peur’’, sur lequel il était tombé en relisant les contes de Grimm : « Imaginez ma surprise » écrivit-il plus tard à Theodor Uhlig, « lorsque je me rendis soudain compte que ce garçon n’était personne d’autre que le jeune Siegfried ! ».
En une semaine de mai 1851, il avait fait quelques esquisse en prose pour une préquelle, une «contrepartie comique» à La Mort de Siegfried, qu’il appela d’abord Jung-Siegfried, puis Der junge Siegfried (Le jeune Siegfried). Ce préquelle devait initialement préfacer une autre œuvre : Siegfrieds Tod. Un projet en prose plus étendu fut terminé le 1er juin, qui devint projet versifié d’ici le 24 juin. D’ici août, le livret en vers existait en copie au net, et Wagner avait même commencé à travailler à la musique. Der Junge Siegfried fait l'objet d'un remaniement en 1852 pour devenir Siegfried troisième journée de L'Anneau du Nibelung,. Tout cela néanmoins n’alla jamais plus loin qu’une poignée d’ébauches, qui furent plus tard réutilisées dans la composition de Siegfried.
À l’automne de 1854, le poète et activiste politique Georg Herwegh fit connaître à Wagner la philosophie de Schopenhauer. La philosophie imprégnée de pessimiste et de renoncement de ce dernier firent profonde impression à Wagner et influença fortement la composition du Ring. En 1856, le livret de Siegfried fut à nouveau révisé (en même temps que fut modifiée la fin du Crépuscule des Dieux, ce qu’on appelle la «Fin schopenauerienne»).
Lorsque Wagner en vint à la composition musicale de Siegfried, il apporta trois modifications significatives à son mode opératoire habituel.
Il écrivit d’abord, à l’encre et sur au moins trois portées un projet développé intermédiaire entre un projet préliminaire et une partition achevée ; ce projet hybride comprenait déjà la plupart des détails orchestraux de la partition finale. En procédant ainsi, Wagner espérait d’abord se faciliter la tâche d’écriture et éviter les difficultés qu’il avait connues en composant La Walkyrie.
Deuxièmement, il composa un acte à la fois, en trois étapes, depuis la version préliminaire jusqu’à la partition définitive (mais néanmoins pas nécessairement la copie au net) du premier acte, avant de passer à la composition du 2e acte. Il s’assurait qu’il passerait un minimum de temps entre le premier jet et l’orchestration définitive.
Troisièmement, il travailla sur les différentes versions simultanément, orchestrant les premières scènes d’un acte tout en étant encore à ébaucher les scènes finales.
Si l’on laisse de côté les esquisses faites pour Le jeune Siegfried, la composition de Siegfried commença à Zurich en septembre 1856. Le projet développé fut commencé le 22 septembre, immédiatement après le projet préliminaire (non daté). La partition définitive fut commencée le 11 octobre, et donc Wagner travailla sur les trois étapes simultanément. Le 19 décembre, toutefois, il commença à esquisser des thèmes pour Tristan et Isolde : à partir de là devaient se produire de nombreuses interruptions de la composition de Siegfried. Néanmoins, le 31 mars 1857 la partition définitive du 1er acte était terminée. Peu après, Wagner commença à établir une copie au net, mais il abandonna après une seule scène.
Près de 2 mois passèrent avant qu’il ne se mette à l’acte II. Le prélude, Fafners Ruhe (Le Sommeil de Fafner) fut ébauché le 20 mai 1857, le projet préliminaire fut commencé le 22 mai, jour du 44e anniversaire du compositeur. Le 18 juin, il commença le projet développé tout en poursuivant le travail sur le projet préliminaire. Mais plus tard dans le mois, il abandonna le travail – au moment où dans la scène 2 Siegfried se repose sous le tilleul – pour se concentrer sur Tristan et Isolde : le projet prélimiminaire atteignit ce point le 26, et le projet développé le 27. Il semble que Wagner füt las de ce travail sur le Ring et souhaitait le laisser de côté quelque temps :
«J’ai finalement décidé d’abandonner mon dessein obstiné de terminer les Nibelungen. J’ai conduit mon jeune Siegfried jusqu’à une belle solitude dans la forêt, et je l’y ai laissé sous un tilleul, et j’ai pris congé de lui avec de sincères larmes » (Lettre à Liszt, 8 mai 1857).
Cette interruption ne dura toutefois pas aussi longtemps que Wagner ne l’avait imaginé. Le 13 juillet 1857, il reprit le travail et termina l’acte II en 4 semaines, le projet préliminaire étant achevé le 30 juillet et le projet développé le 9 août.
À ce moment-là, la partition complète du 1er acte était achevée (au crayon), une copie au net de la scène 1 avait été faite. Le projet développé de l’acte II était fini, mais la partition définitive n’avait pas encore été entamée.
Arrivé là, Wagner mit à nouveau de côté l’opéra, pour se consacrer à Tristan et Isolde. Avant qu’il ne le reprenne 7 ans passeraient pendant lesquels il allait composer Tristan et Isolde et commencer Les Maîtres Chanteurs de Nuremberg.
Après avoir quitté Zurich et connu de nombreux déplacements et résidences, Wagner s’installa en 1864 à Munich, pour la plus grande joie de son mécène Louis II de Bavière. Il y reprit le travail sur Siegfried, établissant une copie au net de l’acte I. Entre le 22 décembre 1864 et le 2 décembre 1865, il écrivit la partition complète de l’acte II.
Mais le scandale de sa liaison adultère avec Cosima Liszt-von Bülow le força à quitter Munich en décembre 1865 pour le Manoir de Tribschen près de Lucerne, ce qui provoqua une nouvelle interruption du travail.
Le travail sur Siegfried reprit au début de 1869, et le 23 février la copie au net des actes I et II était achevée.
Une semaine plus tard, le 1er mars, Wagner commença la composition de l’acte III. Reprenant des ébauches remontant à 1864 et aux années suivantes, il se mit à établir, selon son habitude, un projet préliminaire de l’acte entier, qui fut terminé le 14 juin. Le projet orchestré fut terminé le 5 août. La partition complète fut commencée le 25 août et terminée le 5 février 1871. Il n’y eut jamais de copie au net de l’acte III.
Contrairement à ‘’L’Or du Rhin’’ et ‘’ La Walkyrie’’, ‘’Siegfried’’ (comme le ‘’ Crépuscule des Dieux’’) ne fut pas représenté isolément avant sa création le 16 août 1876 au Festspielhaus de Bayreuth, dans le cadre de la première représentation du cycle complet du Ring.

## Personnages
- Wotan sous le nom du Voyageur, baryton-basse
- Erda, déesse-mère de la Terre, contralto
- Alberich, maître déchu des Nibelungen, baryton
- Mime, Nibelung, frère d'Alberich, ténor
- Siegfried, fils de Siegmund et Sieglinde, petit-fils de Wotan, neveu de Brünnhilde ténor
- Brünnhilde, Walkyrie déchue, fille de Wotan et d'Erda, soprano
- Fafner, le dernier des Géants, ayant pris l'apparence d'un dragon, basse
- L'Oiseau de la forêt, soprano (voix en coulisses)

## Création et distribution
| Rôle                          | Voix          | Bayreuth, 16 août 1876 (Chef: Hans Richter) | Opéra de Paris, 3 janvier 1902. |
| ----------------------------- | ------------- | ------------------------------------------- | ------------------------------- |
| Siegfried                     | ténor         | Georg Unger                                 | Jean de Reszke                  |
| Mime                          | ténor         | Max Schlosser                               | Léon Laffitte                   |
| Wotan (Der Wanderer)          | baryton-basse | Franz Betz                                  | Francisque Delmas               |
| Alberich                      | baryton       | Karl Hill                                   | Jean Noté                       |
| Fafner                        | basse         | Franz von Reichenberg                       | Paty                            |
| Waldvogel (L'Oiseau des Bois) | soprano       | Marie Haupt                                 | Bessie Abott                    |
| Erda                          | contralto     | Luise Jaide                                 | Meyrianne Héglon                |
| Brünnhilde                    | soprano       | Amalie Materna                              | Louise Grandjean                |

## Structure
Deuxième Journée du Festival Scénique (Bühnenweihfestspiel) L'Anneau du Nibelung
3 actes :
- Acte I : Prélude, 3 scènes.
- Acte II : Prélude, 3 scènes.
- Acte III : Prélude, 3 scènes.

## Instrumentation
Wagner a conçu le Ring pour un orchestre qui, dans son temps, était exceptionnellement grand. Les orchestres exécutent par habitude l'œuvre avec moins d'instruments que Wagner l'a souhaité, soit par insuffisance d'espace dans la fosse d'orchestre, soit pour des raisons financières, ou encore par choix artistique du directeur musical.
| Instrumentation de Siegfried |
| Cordes |
| 6 harpes, 16 premiers violons, 16 seconds violons, 12 altos, 12 violoncelles, 8 contrebasses |
| Bois |
| 2 piccolos, 3 flûtes, la troisième jouant le deuxième piccolo, 3 hautbois, 1 cor anglais, 3 clarinettes, 1 clarinette basse, 3 bassons, 1 contrebasson                                                                     |
| Cuivres |
| 8 cors, le cinquième, le sixième, le septième et le huitième jouant les 4 tubas wagnériens, 2 en si♭ et 2 en fa, 4 trompettes en ut, 1 trompette basse en mi♭ 4 trombones 2 ténors, basse et contrebasse, tuba contrebasse |
| Percussions |
| timbales, cymbales, tam-tam, triangle, glockenspiel, 1 marteau et 1 enclume |

## Argument

### Acte I
L'acte s'ouvre sur le Nain Mime qui, réfugié dans la forêt après la déconfiture d'Alberich, frappe sur une enclume pour forger une épée. Siegfried, fils des jumeaux Siegmund et Sieglinde (personnages de la Walkyrie), est son fils adoptif. La force du jeune homme est telle que, si habile forgeron que soit Mime, toutes les épées qu'il a jusqu'à présent forgées pour lui se sont cassées comme du cristal entre ses mains. Cette force inspire Mime. Siegfried est le seul qui puisse terrasser Fafner, le frère de Fasolt, qui s'est transformé en dragon grâce au Tarnhelm, le heaume magique, et qui passe son temps à dormir vautré sur son tas d'or dans sa caverne, Neidhöhl. Fafner mort, Mime espère récupérer le Tarnhelm, l'Anneau et le trésor. Pour cela il tente de reforger Nothung, l'épée de Siegmund brisée par la lance de Wotan (La Walkyrie), mais il utilise tout son art en vain.
Arrive Siegfried, accompagné d'un ours qu'il vient de capturer vivant au cours d'une chasse. Il envoie l'animal attaquer Mime afin que ce dernier se dépêche de lui fournir une nouvelle épée.
Sa nouvelle lame en main, Siegfried s'emporte, casse la lame et moleste Mime. Il se gausse de sa médiocrité. Il s'ensuit une violente dispute au cours de laquelle Mime confesse qu'il n'est pas le père de Siegfried et lui révèle ses origines. Siegfried s'en va parcourir le monde en laissant Mime seul et en lui intimant de reforger Notung.
Mime est en pleine panique quand arrive un voyageur borgne (Wotan, appelé Der Wanderer - le Voyageur - dans tout l'opéra). Ce Voyageur demande refuge auprès de Mime. Une dispute éclate. Mime défie alors le Voyageur qui lui offre sa tête s'il ne peut pas répondre à trois questions
1. Quel peuple vit dans les profondeurs de la terre ? Les Nibelungen auxquels appartient Mime.
2. Quel peuple vit sur la crête du monde ? Les Géants dont viennent Fafner et Fasolt.
3. Quel peuple vit dans les monts célestes ? Les dieux dont Wotan est le maître.

Mime, vaincu, doit accueillir le Voyageur. Ce dernier se venge du mauvais accueil de Mime en lui lançant le même défi avec trois questions :
1. Quel est le peuple préféré de Wotan bien qu'il soit cruel envers lui ? Les Wälsungen dont sont issus Siegmund, Sieglinde et Siegfried.
2. Comment Siegfried peut-il tuer Fafner ? Grâce à Nothung.
3. Comment reforger Nothung ?

Mime ne connaît pas la réponse à la dernière question. Mais Wotan refuse de lui prendre sa tête. Il laisse la destinée de Mime entre les mains de celui qui pourra reforger Nothung. Il s'en va.
Siegfried réapparaît : alors, cette épée ? Qu'il puisse enfin quitter le nabot encombrant. Mais Mime va ruser : « Tu ne peux te lancer à parcourir librement la terre entière si tu ne connais pas la peur ». C'est une promesse que Mime aurait faite à Sieglinde, sa mère. Siegfried aiguillonné par Mime pense que Fafner pourra lui apprendre la peur. Siegfried reforge avec succès Nothung tandis que Mime prépare une boisson empoisonnée. Il a un nouveau plan, il empoisonnera Siegfried une fois Fafner mort. Il s'emparera ensuite de l'Anneau et du Tarnhelm pour devenir maître du monde. L'acte s'achève sur la joie délirante de Mime d'avoir élaboré un si bon plan et la destruction de l'enclume de Mime par Siegfried grâce à Nothung.

### Acte II
Dans les ténèbres de la nuit finissante, près de Neidhöhl, la caverne de Fafner, Alberich guette celui qui s'approche de l'antre de Fafner avec la ferme intention de le tuer. Sa ronde l'amène à croiser le Voyageur. Alberich reconnaît Wotan et lui ordonne de partir mais le Voyageur reste : il ne fait que passer, observer et il ne fera rien. Wotan ne peut attaquer Fafner lui-même car, par contrat, il lui a remis l'Anneau. Alberich lui rappelle la malédiction qui le poursuivra si jamais il touche à l'Anneau. Alberich le soupçonne d'utiliser Siegfried à cette fin. Le Voyageur affirme sa neutralité. Fafner mort, il ne cherchera pas à reprendre l'Anneau.
Mais le jeune homme, poursuit le Voyageur, est accompagné de Mime qui a également des vues sur l'Anneau. Le Voyageur réveille ensuite Fafner et titille Alberich. S'il parvient à convaincre Fafner de lui céder l'Anneau, il doublera Mime. Mais Fafner refuse, malgré les avertissements d'Alberich, de rendre l'Anneau. Il a seulement aiguisé son appétit. Fafner retourne ensuite se coucher. Le Voyageur, satisfait et goguenard, s'en va en confiant à Alberich que seuls Mime et lui sont en concurrence pour l'Anneau.
Le jour s'est levé, Mime et Siegfried arrivent à Neidhöhl. Siegfried, abandonné par Mime, s'extasie sur la beauté environnante. En essayant d'attirer un oiseau, il réveille Fafner. Chacun défie l'autre, le combat s'engage et Siegfried vainc Fafner en lui fichant Nothung dans la poitrine. Fafner agonisant conte sa vie : le dernier des Géants, le fratricide... Brûlé à la main par le sang du dragon en reprenant Nothung, Siegfried se lèche les doigts. Subitement, il peut comprendre le chant des oiseaux. L'Oiseau lui parle du Tarnhelm et de l'Anneau. Siegfried entre dans la grotte du dragon.
Mime apparaît, Alberich surgit et lui ordonne de disparaître. Ils se disputent le butin. Mime veut bien lui donner l'Anneau s'il garde le Tarnhelm. Alberich veut tout garder pour lui.
Leur querelle est interrompue par Siegfried qui a pris les deux objets convoités. L'Oiseau lui dit de se méfier de Mime. Alberich reste confiant, la malédiction joue en sa faveur (L'Or du Rhin). Mime félicite le héros pour sa victoire. Il essaye de lui faire boire son poison mais Siegfried entend le fond de sa pensée au lieu de sa voix et comprend le dessein de Mime grâce au sang bu. Siegfried tue Mime. Caché, Alberich se réjouit. L'Oiseau parle à Siegfried de Brünnhilde qui dort sur un rocher cerné de flammes (La Walkyrie). Siegfried demande à l'Oiseau de lui montrer le chemin. Ils s'en vont.

### Acte III
Au pied du Rocher de la Walkyrie, Wotan convoque une dernière fois Erda mais celle-ci ne peut plus l'aider à comprendre le monde. Il décide alors d'accepter et même de souhaiter la fin des dieux.
Guidé par l'Oiseau, Siegfried arrive. Wotan tente de lier conversation, Siegfried lui répond insolemment, Wotan se fâche et tente de lui barrer la route vers le Rocher avec sa lance qui autrefois brisa Nothung. Siegfried abat Nothung sur la lance de son grand-père, elle se brise. Wotan s'efface, les morceaux de sa lance à la main.
Siegfried franchit alors le cercle de feu. Il voit Brünnhilde endormie, la dépouille de son bouclier, de son armure et découvre que « Ce n'est pas un homme ! ». Il est saisi de panique et, pour la première fois, il ressent des tremblements de la peur. Mais c'est un jeune homme, ses pulsions lui font surmonter la peur et, après avoir vainement essayé par d'autres moyens, il éveille Brünnhilde d'un baiser. Une passion absolue naît entre la tante et le neveu. Brünnhilde abandonne alors la vie éternelle pour les passions humaines et annonce la fin des dieux.

## Analyse
Siegfried occupe le centre des trois journées du Ring, prologue non compris. C'est là que l'histoire bascule et que le rapport de forces s'inverse. Alors que la lance de Wotan brisait l'épée de Siegmund dans La Walkyrie, à présent le plus grand des dieux a perdu la volonté qui lui avait permis de conquérir le savoir et le pouvoir. Il n'est plus qu'un « voyageur » qui parcourt le monde au lieu de le gouverner. Sa rencontre avec Siegfried, au milieu du troisième acte, le présente sous un jour pathétique : il se laisse irriter comme un enfant par l'arrogance de Siegfried au point d'essayer de lui barrer le chemin. Tentative vouée à l'échec qui marque sa dernière apparition sur la scène du Ring. Tout au plus l'apercevra-t-on de loin dans les flammes qui consument le Walhalla à la fin du Crépuscule des dieux.
Siegfried, en revanche, incarne la vitalité triomphante de l'humanité naissante. Tandis que Mime échoue avec toute sa maîtrise technique, Siegfried forge l'épée en suivant sa simple intuition. Face à la science d'Erda, privé des conseils de Wotan qui avaient causé la perte de Siegmund, il renverse, ignorant, des obstacles dont il n'a pas compris le sens profond.
Siegfried est un héros mais il est profondément homme. D'abord parce qu'il est sociable. Il n'a que faire des obsessions de Mime ou de Wotan. Ce qu'il cherche en premier lieu, il le répète constamment, c'est un compagnon, quel qu'il soit : d'abord un ours, puis un oiseau. C'est en sortant de la forêt, en quittant cette nature dont il est si proche, qu'il devient authentiquement homme : avec Brünnhilde il découvre à la fois la peur et l'amour. Il la prend même, l'espace d'un instant, pour sa mère. Il ne lui manque plus que l'amitié, qu'il croira découvrir avec Gunther dans le Crépuscule.
Brünnhilde, à l'inverse, quitte le monde des dieux pour rejoindre celui des humains. En aidant Siegmund elle a, dit-elle, « ressenti » les désirs secrets de Wotan. Elle participe à la fin des dieux qu'elle annonce à la fin de l'opéra. Aussi lucide que Wotan, elle fait un choix différent : au lieu de se retirer du monde comme lui, elle décide d'accepter, dans la douleur et l'exaltation, de changer de condition. Non plus divine mais humaine, elle assume une condition aussi basse et une dignité aussi haute que Siegfried.
Siegfried comporte surtout des personnages masculins, remarquablement variés : à l'héroïsme ingénu du héros s'oppose la ruse maléfique de Mime ou la lucidité tragique de Wotan. Cette diversité se retrouve dans la tonalité des scènes. Siegfried aborde tous les genres : conversation, combat héroïque entre Siegfried et le dragon, scène bouffonne au cours de laquelle Mime explique à Siegfried avec la plus grande bienveillance comment il va l'assassiner, grande scène d'amour entre Siegfried et Brünnhilde.

## Discographie
| Année     | Distribution (Siegfried, Brünnhilde, Mime, Wanderer, Fafner, Waldvogel)                                 | Chef Orchestre                                                 | Label # catalogue Mono/Stereo, Live/Studio                                                                                        |
| --------- | --- | -------------------------------------------------------------- | --- |
| 1937      | Lauritz Melchior, Kirsten Flagstad, Karl Laufkötter, Friedrich Schorr, Emanuel List, Stella Andreva     | Artur Bodanzky Metropolitan Opera Orchestra                    | CD: Naxos Cat: 8.110211-13 Mono, Live                                                                                             |
| 1949      | Gunther Treptow, Gertrud Grob-Prandl, William Wernigk, Ferdinand Frantz, Herbert Alsen, Ruthilde Boesch | Rudolf Moralt Die Wiener Symphoniker                           | CD: Myto Cat: 3MCD 972-155 Mono, studio                                                                                           |
| 1950      | Set Svanholm, Kirsten Flagstad, Peter Markwort, Josef Herrmann, Ludwig Weber, Julia Moor                | Wilhelm Furtwängler Orchestre de La Scala de Milan             | CD: Opera d'Oro Cat: OPD1501 (Ring complet)) Mono, Live                                                                           |
| 1953      | Wolfgang Windgassen, Astrid Varnay, Paul Kuen, Hans Hotter, Josef Greindl, Rita Streich                 | Clemens Krauss Orchestra of the Bayreuther Festspiele          | CD: Gala Cat: GL100.653 Mono, Live                                                                                                |
| 1953      | Ludwig Suthaus, Martha Mödl, Julius Patzak, Ferdinand Frantz, Josef Greindl, Rita Streich               | Wilhelm Furtwängler Orchestra Sinfonica della RAI              | CD: EMI Classics Cat: CZS 7 67131 2 Mono, Live                                                                                    |
| 1955      | Wolfgang Windgassen, Astrid Varnay, Paul Kuen, Hans Hotter, Josef Greindl, Ilse Hollweg                 | Joseph Keilberth Orchester der Bayreuther Festspiele           | CD: Testament Cat: SBT41392 Stereo, Live                                                                                          |
| 1957      | Wolfgang Windgassen, Birgit Nilsson, Peter Klein, Hans Hotter, Friedrich Dalberg, Jeannette Sinclair    | Rudolf Kempe Orchestra of the Royal Opera House, Covent Garden | CD: Testament Cat: SBT131426 (Ring complet) Mono, Live                                                                            |
| 1962      | Wolfgang Windgassen, Birgit Nilsson, Gerhard Stolze, Hans Hotter, Kurt Böhme, Joan Sutherland           | Georg Solti Wiener Philharmoniker                              | CD: Decca Cat: 455 564-2 Stereo, Studio                                                                                           |
| 1965      | Wolfgang Windgassen, Birgit Nilsson, Erwin Wohlfahrt, Josef Greindl, Kurt Böhme, Erika Köth             | Karl Böhm Orchester der Bayreuther Festspiele                  | operadepot.com Stereo, Live |
| 1966      | Wolfgang Windgassen, Birgit Nilsson, Erwin Wohlfahrt, Theo Adam, Kurt Böhme, Erika Köth                 | Karl Böhm Orchester der Bayreuther Festspiele                  | CD: Philips Cat: 412 483-2 Stereo, Live                                                                                           |
| 1968      | Jean Cox, Nadezda Kniplova, Erwin Wohlfahrt, Theo Adam, Karl Ridderbusch, Ingrid Paller                 | Wolfgang Sawallisch Orchestra di Roma della RAI                | CD: Myto 3MCD 055.318 Live |
| 1969      | Jess Thomas, Helga Dernesch, Gerhard Stolze, Thomas Stewart, Karl Ridderbusch, Catherine Gayer          | Herbert von Karajan Berliner Philharmoniker                    | CD: Deutsche Grammophon Cat: 457 790-2 Stereo, Studio                                                                             |
| 1980      | Manfred Jung, Gwyneth Jones, Heinz Zednik, Donald McIntyre, Fritz Hübner, Norma Sharp                   | Pierre Boulez Orchester der Bayreuther Festspiele              | CD: Philips Classics Cat: 434 423-2 Stereo, Studio                                                                                |
| 1982      | René Kollo, Jeannine Altmeyer, Peter Schreier, Theo Adam, Matti Salminen, Norma Sharp                   | Marek Janowski Sächsische Staatskapelle Dresden                | CD: Eurodisc (original), RCA (réédition) Cat: Eurodisc 6100-7023 (original), B00011MJV6 (réédition, cycle complet) Stereo, Studio |
| 1988      | Reiner Goldberg, Hildegard Behrens, Heinz Zednik, James Morris, Kurt Moll, Kathleen Battle              | James Levine Metropolitan Opera Orchestra                      | CD: Deutsche Grammophon Cat: 429 407-2 Stereo, Studio                                                                             |
| 1988      | Siegfried Jerusalem, Éva Marton, Peter Haage, James Morris, Kurt Rydl, Kiri Te Kanawa                   | Bernard Haitink Sinfonieorchester des Bayerischen Rundfunks    | CD: EMI Cat: CDS 7 54290 2 Stereo, Studio                                                                                         |
| 1989      | René Kollo, Hildegard Behrens, Helmut Pampuch, Robert Hale, Kurt Moll, Julie Kaufmann                   | Wolfgang Sawallisch Orchester der Bayerische Staatsoper        | CD: EMI Cat: 724357273121 (Ring complet) Stereo, Live                                                                             |
| 1992      | Siegfried Jerusalem, Anne Evans, Graham Clark, John Tomlinson, Philip Kang, Hilde Leidland              | Daniel Barenboim Orchester der Bayreuther Festspiele           | CD: Teldec Cat: 4509 94193 2 Stereo, Live                                                                                         |
| 1994-1995 | Wolfgang Neumann, Carla Pohl, Hans-Jörg Weinschenk, John Wegner, Simon Yang, Tiny Peters                | Günter Neuhold Badische Staatskapelle                          | CD: Brilliant Classics (licence de Bella Musica) Cat: 99801 (Ring complet)) Stereo, Live                                          |
| 2002-2003 | Jon Fredric West, Lisa Gasteen, Heinz Göhrig, Wolfgang Schöne, Attila Jun, Gabriela Herrera             | Lothar Zagrosek Orchester der Staatsoper Stuttgart             | CD: Naxos Cat: 8.660175-78 Stereo (SACD), Live                                                                                    |
| 2004      | Gary Rideout, Lisa Gasteen, Richard Greager, John Bröchler, David Hibbard, Shu-Cheen Yu                 | Asher Fisch Adelaide Symphony Orchestra                        | CD: Melba Cat: MR 301095-98 Stereo (SACD), Live                                                                                   |
| 2009      | Stephen Gould, Linda Watson, Gerhard Siegel, Albert Dohmen, Hans-Peter König, Robin Johannsen           | Christian Thielemann Orchester der Bayreuther Festspiele       | CD: Opus Arte Cat: OACD9000BD (complete Ring) Stereo, Live                                                                        |
| 2014      | Stefan Vinke, Alwyn Mellor, Dennis Petersen, Greer Grimsley, Daniel Sumegi, Jennifer Zetlan             | Asher Fisch, Seattle Opera, Seattle Symphony Orchestra         | CD: Avie Records Cat: AV2313 (complete Ring) Stereo, Live                                                                         |